# ماکسیمو گونزالس
 ماکسیمو گونزالس (انگلیسی: Máximo González؛ زاده ۲۰ ژوئیهٔ ۱۹۸۳) یک تنیس‌باز اهل آرژانتین است. 